# Hawi Feysa
Hawi Feysa (* 1. Februar 1999) ist eine äthiopische Leichtathletin, die sich auf den Langstreckenlauf spezialisiert hat.

## Sportliche Laufbahn
Erste internationale Erfahrungen sammelte Hawi Feysa bei den Crosslauf-Weltmeisterschaften 2017 in Kampala, bei denen sie sich in 18:57 min die Silbermedaille in der U20-Altersklasse sicherte und mit dem Team die Goldmedaille gewann. 2018 belegte sie bei den Afrikameisterschaften in Asaba in 15:59,23 min den vierten Platz im 5000-Meter-Lauf und bei den Crosslauf-Weltmeisterschaften 2019 in Aarhus wurde sie in der Erwachsenenklasse in 37:59 min 17. Im August gewann sie bei den Afrikaspielen in Rabat in 15:33,93 min die Silbermedaille über 5000 Meter hinter der Kenianerin Lilian Kasait Rengeruk. Anschließend belegte sie bei den Weltmeisterschaften in Doha in 14:44,92 min im Finale den achten Platz. 2022 wurde sie in 14:48,94 min Zweite beim British Grand Prix und im Jahr darauf gelangte sie bei den Crosslauf-Weltmeisterschaften 2023 in Bathurst mit 34:36 min auf Rang sechs im Einzelrennen und gewann in der Teamwertung die Silbermedaille hinter dem kenianischen Team.
2018 wurde Feysa äthiopische Meisterin im 5000-Meter-Lauf.

## Persönliche Bestzeiten
- 1500 Meter: 4:04,13 min, 20. Juni 2019 in Ostrava
- 3000 Meter: 8:38,48 min, 26. August 2022 in Lausanne
  - 3000 Meter (Halle): 8:50,80 min, 8. Februar 2018 in Madrid
- 5000 Meter: 14:33,66 min, 16. Juni 2022 in Oslo
- 10.000 Meter: 31:03,32 min, 6. Juni 2022 in Hengelo
- Halbmarathon: 1:05:41 h, 19. September 2021 in Kopenhagen
- Marathon: 2:17:25 h, 27. Oktober 2024 in Frankfurt am Main